# Diari dell'Olocausto

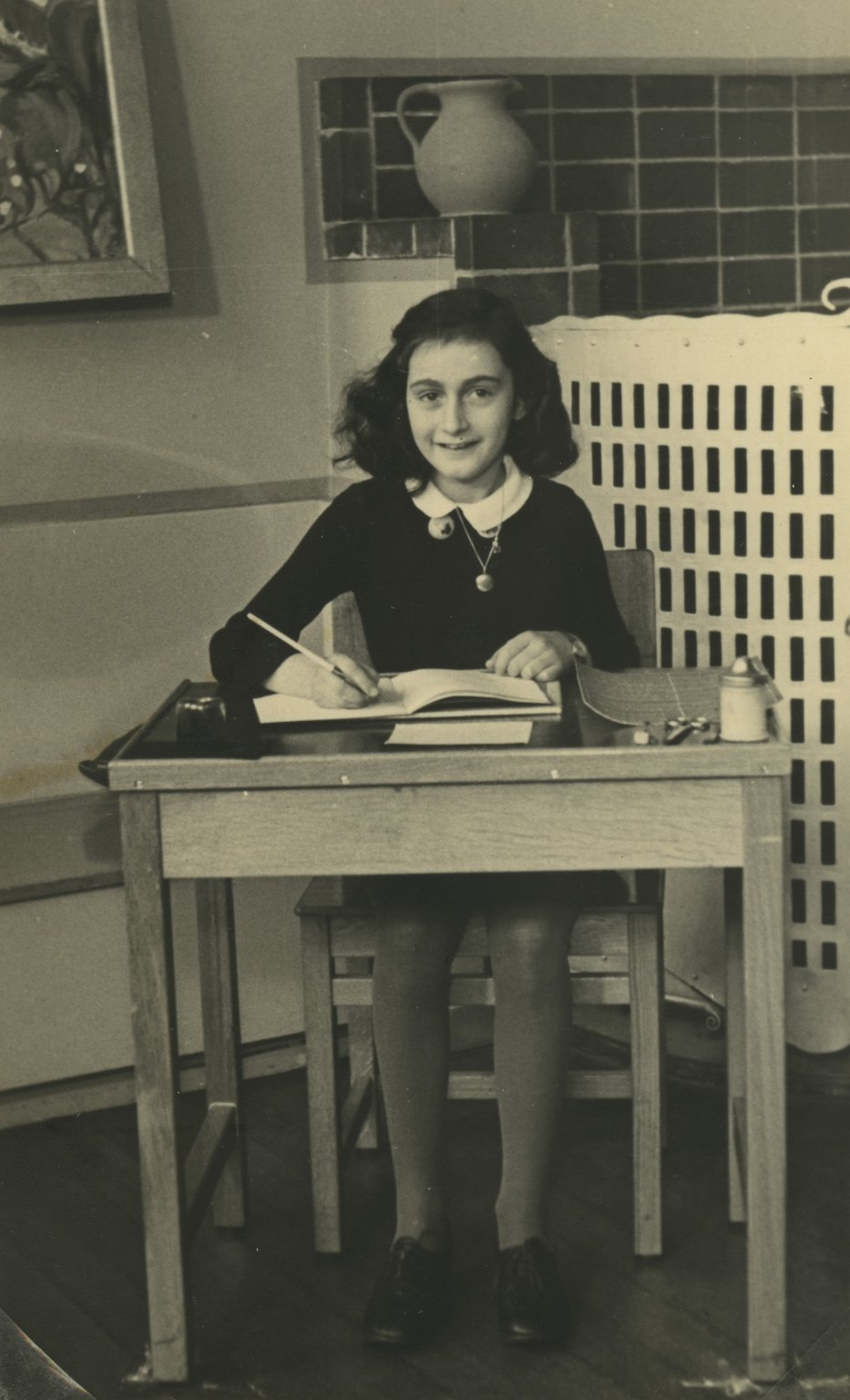
Anna Frank, autrice del più famoso tra i Diari dell'Olocausto

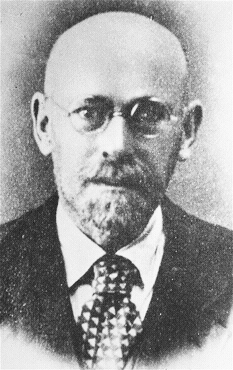
Il celebre pedagogista Janusz Korczak, autore di un diario dal ghetto di Varsavia

I diari dell’Olocausto, scritti durante gli anni delle persecuzioni razziali naziste (tra il 1933 e il 1945), offrono una testimonianza diretta della vita delle persone coinvolte in quegli eventi. La loro forza di testimonianza è pari solo a quella offerta dalle fotografie dell'Olocausto.  

## Introduzione
I diari (resoconti autobiografici talora redatti anche in forma di collezioni di appunti, articoli, lettere, disegni o fotografie) sono fonti storiche fondamentali per la ricerca sull’Olocausto. In essi troviamo registrate le reazioni private a grandi eventi e cambiamenti di vita, come la guerra, la fuga, la vita in clandestinità, le deportazioni, il lavoro coatto, i mille atti di violenza ma anche di resistenza all’interno dei ghetti. I diari catturano anche le necessità più intime e personali della ricerca costante del cibo e di un luogo confortevole per il riposo, la fame, le malattie, le morti, i rapporti di convivenza con familiari, amici e conoscenti in spazi abitativi ristretti—episodi di vita quotidiana resi ancora più complicati perché vissuti sempre all'ombra della persecuzione nazista.
Alcuni diari furono scritti da giornalisti e intellettuali con grande esperienza di vita, alcuni furono pensati come proclami politici da affidare ai posteri, altri ancora furono composti da bambini e adolescenti appena affacciatisi alla vita. Per quanto ogni diario non rifletta che alcuni frammenti nella vita dell'autore, presi complessivamente essi ci danno un quadro vivo e diretto della realtà complessa che milioni di perseguitati si trovarono ad affrontare durante l'Olocausto, un'esperienza spesso tragicamente conclusasi con la morte.
I diari si possono dividere in tre categorie a seconda dello status dei loro autori (perseguitati, testimoni "neutrali", persecutori):
- (1) Diari e resoconti scritti da perseguitati (vittime o superstiti dell'Olocausto), i quali a loro volta si possono suddividere in tre gruppi:
  - (a) “rifugiati” che in luoghi ormai sicuri e lontani dalle zone di guerra descrivono il loro esilio, la separazione dalla terra natale e dai propri familiari, le preoccupazioni del presente e le speranze per il proprio futuro.
  - (b) persone che vivono sotto le norme di occupazione nazista, soggette a discriminazione, in condizioni di prigionia, in ghetti o in campi di concentramento, di lavoro o di sterminio, con la prospettiva incombente e per molti ormai inevitabile della morte. È il caso, fra gli altri, di Mary Berg, Helga Deen, e Dawid Rubinowicz.
  - (c) persone che, pur vivendo in zone soggette alle politiche di genocidio, a questo destino si sono sottratte e vivono nascoste, tra i partigiani o in situazione di clandestinità, con l'animo diviso tra la speranza e l’angoscia costante di essere denunciate, scoperte e catturate. È il caso, fra gli altri, di Anna Frank, Moshe Flinker, e Jerzy Feliks Urman.

- (2) Diari e resoconti scritti da testimoni "neutrali" (giornalisti come Alceo Valcini, Kazimierz Sakowicz o Curzio Malaparte), che si trovarono ad essere testimoni di eccidi e di altri eventi relativi all'Olocausto.

- (3) Diari e resoconti infine scritti da persone responsabili dell'Olocausto (come Heinrich Himmler o Karl-Friedrich Höcker), nei quali i riferimenti alla pianificazione degli eccidi si trovano spesso a fare da sfondo a notazioni e sentimenti di vita familiare e quotidiana.

I diari, scritti durante gli anni dell'Olocausto (tra 1933 e il 1945), vanno distinti dai libri di memorie sull'Olocausto nei quali gli autori, dopo la fine della guerra, talora a distanza di anni o decenni, hanno ripercorso le loro esperienze e le loro memorie, con la coscienza di come il conflitto si sia concluso con la sconfitta del regime nazista, la piena consapevolezza di cosa ciò abbia alla fine significato per loro e per i loro cari, e la maturità derivata dal distacco temporale e da una conoscenza più ampia del contesto storico nel quale si erano trovati a vivere.

## Diari e resoconti di perseguitati
| Autore                         | Nascita-Morte | Status & luoghi                                                                               | I ed. | Ed. italiana |      |
| ------------------------------ | ------------- | --------------------------------------------------------------------------------------------- | --- | --- | ---- |
| Berg, Mary (Miriam Wattenberg) | 1924-2013     | superstite dell'Olocausto (Polonia, ghetto di Varsavia, 1939-44; rifugiata negli Stati Uniti) | 1945 - Warsaw Ghetto: A Diary, New York, Fisher, 1945 | 1946 - Il ghetto di Varsavia: Diario (trad. di Maria Martone). Roma: Ed. De Carlo, 1946.                                                                                |      |
| Berr, Hélène                   | 1921-1945     | vittima dell'Olocausto (Francia, 1942-44)                                                     | 2008 - Journal, Paris: Éditions Tallandier, 2008. | 2009 - Il diario di Hélène Berr (trad. di Leonella Prato Caruso). Milano: Frassinelli, 2009.                                                                            |      |
| Block, Elisabeth               | 1923-1942     | vittima dell'Olocausto (Germania, 1933-42)                                                    | 1993 - Erinnerungszeichen – Die Tagebücher der Elisabeth Block. Rosenheim: Wendelstein-Druck, 1993. | ~ n.t. ~ |      |
| Chaszczewacki, Miriam          | 1924-1942     | vittima dell'Olocausto (Polonia, Radomsko, 1939, 1941-42)                                     | 1978 - Tel Aviv, 1978. | ~ n.t. ~ |      |
| Cytryn, Abram                  | 1927-1944     | vittima dell'Olocausto (Polonia, ghetto di Łódź, 1940-44)                                     | 1994 - Les Cahiers d'Abraham Cytryn. Récits du Ghetto de Lodz, Paris: Albin Michel, 1994. | 2016 - Racconti dal ghetto di Lodz, Marsilio, 2016 |      |
| Czerniaków, Adam               | 1880-1942     | vittima dell'Olocausto (Polonia, Ghetto di Varsavia, 1939-42)                                 | 1979 - The Warsaw Diary of Adam Czerniakow: Prelude to Doom, 1979. | 1989 - Diario, 1939-1942 : il dramma del ghetto di Varsavia (trad. di Laura Quercioli Mincer), Roma: Città nuova, 1989                                                  |      |
| Deen, Helga                    | 1925-1943     | vittima dell'Olocausto (Olanda, Kamp Vught, 1943)                                             | 2004 - Dit is om nooit Meer te vergeten, 2004. | 2009 - Non dimenticarmi: diario dal lager di un'adolescenza perduta (trad. di Marika Viano), Milano: Rizzoli, 2009.                                                     |      |
| Dorian, Emil                   | --            | superstite dell'Olocausto (Romania, Bucarest, 1936-44)                                        | 1982 - The Quality of Witness: A Romanian Diary, 1937-1944. Philadelphia: Jewish Publication Society of America, 1982. | ~ |      |
| Eisenstein, Maria              | 1914-1994     | superstite dell'Olocausto (Italia, 1936-45)                                                   | 1944 - Maria Eisenstein, Internata numero 6: donne fra i reticolati del campo di concentramento, Roma: D. De Luigi, 1944 (rist. Milano: Tranchida, 1994; e Milano: Mimesis, 2014)                                                                            | 1944 - Maria Eisenstein, Internata numero 6: donne fra i reticolati del campo di concentramento, Roma: D. De Luigi, 1944                                                |      |
| Feigl, Peter                   | 1929          | superstite dell'Olocausto (Francia, 1942-43, 1944; rifugiato in Svizzera)                     | 2015 - Alexandra Zaprunder (ed.), Salvaged Pages: Young Writers' Diaries of the Holocaust, 2nd ed., Yale University Press, 2015. <passi scelti> | ~ n.t. ~ |      |
| Flinker, Moshe                 | 1926-1944     | vittima dell'Olocausto (Belgio, Bruxelles; Polonia, Auschwitz)                                | 1958 - Ed. ebraica, 1958 [Young Moshe's diary : the spiritual torment of a Jewish boy in Nazi Europe, Jerusalem, Yad Vashem, 1965] | 1993 - Diario profetico, 1942-1943: riflessioni di un giovane ebreo nell'Europa nazista (trad. di Gabriele Bonetti), Roma: Città nuova, 1993                            |      |
| Frank, Anna                    | 1929-1945     | vittima dell'Olocausto (Olanda, Amsterdam; Polonia, Auschwitz)                                | 1947 - Het Achterhuis, 1947. | 1954 - Diario di Anna Frank (trad. di Arrigo Vita). Torino: Einaudi, 1954.                                                                                              |      |
| Gersten Hurst, Thea            | 1926-         | superstite dell'Olocausto (Germania, Polonia, Inghilterra, 1939-47)                           | 2001 - Das Tagebuch der Thea Gersten. Leipzig: Evangelische Ferlagsanstaldt, 2001 | ~ n.t. ~ |      |
| Ginz, Petr                     | 1928-1944     | vittima dell'Olocausto (Boemaia, Terezín; Polonia, Auschwitz)                                 | 2004 - Ed. ceca, 2004. | 2006 - Il diario di Petr Ginz (trad. di Anna Maria Perissutti), Milano: Frassinelli, 2006                                                                               |      |
| Gradowski, Zalmen              | 1910-1944     | vittima dell'Olocausto (Polonia, Auschwitz, 1944)                                             | | 2002 - Sonderkommando. Diario da un crematorio di Auschwitz, 1944 (trad. di Anna Schaumann Wolkowicz). Venezia: Marsilio, 2002.                                         |      |
| Gabik Heller                   | --            | vittima dell'Olocausto (Lituania, Vilna, 1943)                                                | 2003 - “The Last Days of the Vilna Ghetto — Pages from a Diary,” ed. Nathan Cohen, Yad Vashem Studies31 (2003): 15-59 | |      |
| Hahn, Lili                     | --            | Germania                                                                                      | 1974 - White Flags of Surrender. Washington, DC: R.B. Luce, 1974 | ~ |      |
| Heyman, Éva                    | 1931-1944     | vittima dell'Olocausto (Romania, Nagyvarad, 1944)                                             | 1948 - Eva lányom, Budapest: Uj Idok Irodalmi Intézet R.T. (Singer és Wolfner), 1948. / The Diary of Éva Heyman. New York: Shapolsky, 1988. | ~ n.t. ~ |      |
| Hillesum, Etty                 | 1914-1943     | vittima dell'Olocausto (Olanda, 1941-43)                                                      | 1981-82 - Het verstoorde leven. Dagboek van Etty Hillesum, 1941–1943 (a cura di Jan Geurt Gaarlandt), Haarlem: De Haan, 1981 - Het denkende hart van de barak. Brieven van Etty Hillesum, 1942–1943 (a cura di Jan Geurt Gaarlandt), Haarlem: De Haan, 1982. | 1985-90 Diario, 1941-1943 (trad. di Chiara Passanti). Milano: Adelphi, 1985. - Lettere, 1942-1943 (trad. di Chiara Passanti). Milano: Adelphi, 1990. ISBN 88-459-0775-9 |      |
| Jacobson, Louise               | 1924-1943     | vittima dell'Olocausto (Francia, 1942-43)                                                     | 1989 - Les lettres de Louise Jacobson et de ses proches: Fresnes, Drancy, 1942-1943, 1989. | 1996 - Dal liceo ad Auschwitz - Lettere di Louise Jacobson (trad. di Mirella Caveggia), L'Arca Società Editrice dell'Unità, 1996.                                       |      |
| Kaufmann, Elizabeth            | 1924          | superstite dell'Olocausto (Francia, 1938-40; rifugiata negli Stati Uniti)                     | 2015 - Alexandra Zaprunder (ed.), Salvaged Pages: Young Writers' Diaries of the Holocaust, 2nd ed., Yale University Press, 2015. <passi scelti> | ~ n.t. ~ |      |
| Koker, David                   | 1921-1945     | vittima dell'Olocausto (Olanda, Kamp Vught; Polonia, Auschwitz)                               | 1967 - Dagboek geschreven in Vught, 1967 / At the Edge of the Abyss: A Concentration Camp Diary, 1943-1944, 2016. | ~ n.t. ~ |      |
| Korczak, Janusz                | 1878-1942     | vittima dell'Olocausto (Polonia, Ghetto di Varsavia, Auschwitz)                               | | 1986 - Diario dal ghetto (trad. di Elisabetta Cywiak e Lea Bassan Di Nola), Roma: Carucci, 1986.                                                                        |      |
| Langer, Klaus                  | 1924          | superstite dell'Olocausto (Germania, 1937-40; rifugiato in Palestina)                         | 2015 - Alexandra Zaprunder (ed.), Salvaged Pages: Young Writers' Diaries of the Holocaust, 2nd ed., Yale University Press, 2015. <passi scelti> | ~ n.t. ~ |      |
| Laskier, Rutka                 | 1929-1943     | vittima dell'Olocausto (Polonia, ghetto di Będzin, 1943)                                      | 2006 - Ed. polacca, 2006 / Ed. inglese: Ruthka's Notebook: A Voice from the Holocaust, Time Inc. & Yad Vashem, 2008. | 2008 - Diario (trad. di Laura Quercioli Mincer), Milano: Bompiani, 2008                                                                                                 |      |
| Lazerson Rostovsky, Tamara     | 1929          | superstite dell'Olocausto (Lituania, Kovno, 1942-44)                                          | 1975 - Ed. lituana e ebraica, 1975 / Ed. inglese (parziale), 1997. | ~ n.t. ~ |      |
| Lipszyc, Rywka                 | 1929-1945     | vittima dell'Olocausto (Polonia, Ghetto di Łódź, 1943-44)                                     | 2014 | 2015 - La memoria dei fiori - Il diario di Rywka Lipszyc - La vera storia di una bambina ebrea del ghetto di Łódź, Milano: Garzanti, 2015                               |      |
| Maier, Ruth                    | 1920-1942     | vittima dell'Olocausto (Austria, Norvegia, 1933-42)                                           | 2007 | 2010 - Fuori c'è l'aurora boreale: il diario di Ruth Maier, giovane ebrea viennese (trad. di Maria Valeria D'Avino), Milano: Salani, 2010.                              |      |
| Mandlova Roubickova, Eva       | 1921-         | superstite dell'Olocausto (Boemia, Terezín, 1941-45)                                          | 1998 - We're Alive and Life Goes On: A Theresienstadt Diary (trad. di Alexander Zaia), New York: Henry Holt, 1998 / Ed. tedesca, 2007 / Ed. ceca, 2009. | ~ n.t. ~ |      |
| Marcuse, Günther               | 1923-1943     | vittima dell'Olocausto (Germania, Gross-Breesen, 1942-43)                                     | 1970 - Joseph Walk, Günther Marcuse: The Last Days of the Gross-Breesen Training Centre, Yad Vashem Studies 8 (1970) 159-181. | ~ n.t. ~ |      |
| Mechanicus, Philip             | 1889-1944     | vittima dell'Olocausto (Olanda, Westerbork)                                                   | 1964 - In depot: dageboek uit Westerbork, Amsterdam: Polak & Van Gennep, 1964 / Year of Fear: A Jewish Prisoner Waits for Auschwitz. New York: Hawthorn Books, 1968.                                                                                         | ~ n.t. ~ |      |
| Pinkhof, Adèle Louise          | 1924-1943     | vittima dell'Olocausto (Olanda, 1942)                                                         | 1998 - Een dagboek met sprookjes uit Kamo Westerbork, Netherlands: Herinneringscentrum Kamo Westerbork, 1998. | ~ n.t. ~ |      |
| Redlich, Egon                  | 1916-1944     | vittima dell'Olocausto (Boemia, Terezín, 1944)                                                | 1992 - The Terezin Diary of Gonda Redlich. Lexington: University Press of Kentucky, 1992. / Zitra jedeme, synu, pojedeme transportem: denik Egona Redlicha z Terezina: 1.1.1944-22.10.1944, Brno: Ustav pro soudobe dejiny: Doplnek, 1995                    | ~ n.t. ~ |      |
| Ringelblum, Emanuel            | 1900-1944     | Vittima dell'Olocausto (Polonia, Varsavia, 1939-43)                                           | 2009 - The Warsaw Ghetto Oyneg Shabes—Ringelblum Archive Catalog and Guide, 2009 | |      |
| Rosenfeld, Oskar               | 1884-1944     | vittima dell'Olocausto (Polonia, Lodz, 1942-44)                                               | 1994 - Wozu noch Welt. Aufzeichnungen aus dem Getto Lodz, Frankfurt am Main: Neue Kritik, 1994. / In the Beginning Was the Ghetto: Notebooks from Łódź. Evanston, IL: Northwestern University Press, 2002.                                                   | ~ n.t. ~ |      |
| Rubinowicz, Dawid              | 1927-1942     | vittima dell'Olocausto (Polonia, Bodzentyn, 1940-42)                                          | 1960 | 1960 - "Il Diario di Dawid Rubinowicz" (trad. di Franco Lucentini e Ibio Paolucci) Torino: Einaudi, 1960.                                                               |      |
| Rudashevski, Yitskhok          | 1927-1943     | vittima dell'Olocausto (Lituania, Vilna, 1941-43)                                             | 1973 - The Diary of the Vilna ghetto, June 1941 - April 1943, Tel Aviv: Ghetto Fighters’ House, 1973. | ~ n.t. ~ |      |
| Sierakowiak, Dawid             | 1924-1943     | vittima dell'Olocausto (Polonia, Lodz, 1939-43)                                               | 1960 - Dziennik Dawida Sierakowiaka, Warszawa : Iskry, 1960. | 1997 - "Il Diario di Dawid Sierakowiak" (trad. di Giuliana Guastalla). Torino: Einaudi, 1997                                                                            |      |
| Spiegel, Renia                 | 1924-1942     | vittima dell'Olocausto (Uhryńkowce, Przemyśl, 1924-42)                                        | Polonia, 2016. / Washington, D.C.: Smithsonian Institution, 2018 / Renia’s Diary: A Young Girl’s Life in the Shadow of the Holocaust (trad. di Anna Blasiak e Marta Dziurosz), 2019.                                                                         | 2020 - "Il diario di Renia 1939-1942" (trad. di A. Maestrini e C. Nubile). Vicenza: Neri Pozza, 2020                                                                    |      |
| Urman, Jerzy Feliks            | 1932-1943     | vittima dell'Olocausto (Polonia, ghetto di Stanislawow; muore suicida per evitare la cattura) | 1991 - I'm Not Even a Grown-Up: The Diary of Jerzy Feliks Urman (trad. di Anthony Rudolf), London: Menard Press/King's College, 1991 | ~ n.t. ~ | 1945 |
| Wolf, Otto                     | 1927-1945     | vittima dell'Olocausto (Praga, 1942-45)                                                       | 1997 - Deník Otty Wolfa: 1942-1945, Praha : Sefer : Nadace Terezínská iniciativa, 1997. ISBN 8085924153 | ~ n.t. ~ |      |

## Diari e resoconti di testimoni neutrali
| Autore              | Nascita-Morte | Status & luoghi | I ed. | Ed. italiana                   |
| ------------------- | ------------- | --- | --- | ------------------------------ |
| Malaparte, Curzio   | 1898-1957     | testimone dell'Olocausto, corrispondente di guerra del Corriere della Sera (Polonia, Ghetto di Varsavia; Romania, Pogrom di Iași, 1941-43) | 1944 - Kaputt, 1944 | 1944 - ed. originaria italiana |
| Sakowicz, Kazimierz | 1899-1944     | testimone dell'Olocausto, giornalista (Lituania, Massacro di Ponary, 1941-43)                                                              | 1999 - In polacco. Ed. inglese, 2005. | ~ n.t. ~                       |
| Valcini, Alceo      | 1909-1991     | testimone dell'Olocausto, corrispondente di guerra del Corriere della Sera (Polonia, Ghetto di Varsavia)                                   | 1945 - Il calvario di Varsavia, 1939-1945 Milano: Garzanti, 1945 - "Z Malapartem w warszawskim getcie" (Con Malaparte nel ghetto di Varsavia), 1990. | 1945 - ed. originaria italiana |

## Antologie di testi
- Alan Adelson e Robert Lapides, eds., Lodz Ghetto: Inside a Community under Siege. New York: Viking, 1989.- Questa raccolta di documenti dal ghetto di Łódź contiene passi scelti dai diari di Dawid Sierakowiak, Jakub Poznanski, Jozef Zelkowicz, e altri.
- Jacob Boas (ed.), We Are Witnesses: Five Diaries of Teenagers Who Died in the Holocaust, New York: Henry Holt, 1995. -- Passi scelti dai diari di Dawid Rubinowicz, Yitzhak Rudashevski, Moshe Flinker, Éva Heyman e Anna Frank.
- Laurel Holliday (ed.), Children in the Holocaust and World War II: Their Secret Diaries. New York: Pocket Books, 1995. – Passi scelti dai diari di 23 ragazzi/e, ebrei e non-ebrei, vissuti durante la seconda guerra mondiale.
- Alexandra Zaprunder (ed.), Salvaged Pages: Young Writers' Diaries of the Holocaust, 2nd ed., Yale University Press, 2015. -- Passi scelti dai diari di 15 ragazzi/e, oltre alla lista di una cinquantina di altri diari conosciuti. I 15 autori trattati sono: Klaus Langer (Essen, Germany); Elizabeth Kaufmann (Paris, France); Peter Feigl (France); Moshe Flinker (Brussels, Belgium); Otto Wolf (Olomouc, Czechoslovakia); Petr Ginz e Eva Ginzova (Terezin Ghetto); Yitskhok Rudashevski (Vilna Ghetto); Anonymous girl (Lodz Ghetto); Miriam Korber (Transnistria); Dawid Rubinowicz (Krajno, Poland); Elsa Binder (Stanislawow, Poland); Ilya Gerber (Kovno Ghetto); Anonymous boy (Lodz Ghetto); e Alice Ehrmann (Terezin Ghetto).

## Documentari
- Children Remember the Holocaust, regia di Mark Gordon (USA, 1995)
- I’m Still Here: Real Diaries of Young People who Lived during the Holocaust, regia di Lauren Lazin (USA, 2008)

## Studi, articoli e monografie
- Renata Laqueur, Writing in Defiance: Concentration Camp Diaries in Dutch, French and German, 1940-1945. Ph.D. diss., New York University, 1971.
- James E. Young, Interpreting Literary Testimony: A Preface to Rereading Holocaust Diaries and Memoirs. New Literary History 18.2 (Winter, 1987): 403-423.
- Esther Farbstein, "Diaries and Memoirs as a Historical Source; the Diary and Memoir of a Rabbi at the Konin House of Bondage". Yad Vashem Studies 26 (1998): 87-128.
- Robert Moses Shapiro, ed., Holocaust Chronicles: Individualizing the Holocaust through Diaries and Other Contemporaneous Personal Accounts. Hoboken, NJ: Ktav, 1999.
- David Patterson, Along the Edge of Annihilation: The Collapse and Recovery of Life in the Holocaust Diary. Seattle: University of Washington Press, 1999
- Batsheva Ben-Amos, A Multilingual Diary from the Łódź Ghetto. Gal-Ed: On the History of the Jews in Poland 19 (2004): 51-74.
- Alexandra Garbarini, Numbered Days: Diaries and the Holocaust. New Haven, CT: Yale University Press, 2006.